# Coffea melanocarpa
Coffea melanocarpa är en måreväxtart som beskrevs av Friedrich Welwitsch och William Philip Hiern. Coffea melanocarpa ingår i släktet Coffea och familjen måreväxter. Inga underarter finns listade i Catalogue of Life.